# Hoyt-Schermerhorn Streets (metrostation)
Hoyt-Schermerhorn Street is een station van de metro van New York aan de Crosstown Line en de Fulton Street Line in Brooklyn. De lijnen A, C en G maken gebruik van dit station.
Het station heeft acht perrons waarvan er slechts vier in gebruik zijn. De ongebruikte perrons zijn verschillende keren gebruikt voor filmopnames. Op dit station zijn opnamen gemaakt voor:
- De film Coming to America
- De film Crocodile Dundee II
- De film The Warriors
- De videoclip Bad van Michael Jackson
- Een scène van Law & Order

 ·  ·  ·  ·  ·  ·  ·  ·  · 